# Кучки (Крым)
Кучки́ (укр. Кучки, крымскотат. Kuçka, Кучка) — исчезнувшее село в Балаклавском районе Севастополя, располагавшееся в центре района, в 1,5 км к юго-западу от села Родное, по руслу речки Уппа.

## История
Документальных упоминаний о деревне Кучки времён Крымского ханства и ранее пока не обнаружено, но очевидно, она относится к древнейшим поселениям юго-западного Крыма, основанных потомками готов и аланов, смешавшихся с местным населением. Примерно с XII века Кучки, как и все окрестные поселения, входили сначала в зону влияния, а затем и в состав христианского княжества Дори-Феодоро. Считается, что Чоргунский (Бибиковский) исар XIII—XV веков (название — по фамилии археолога Бибикова, впервые исследовавшего и описавшего памятник), расположенный в километре южнее бывшего села, был феодальным замком, в вотчину которого, во времена Мангупского княжества, входил Кучки. В деревне были обнаружены остатки церкви св. Георгия, действовавшей в эпоху княжества. После падения в 1475 году Мангупа деревня, вместе со всеми землями княжества, входила в состав Мангупского кадылыка санджака Кефе (до 1558 года, в 1558—1774 годах — эялета) Османской империи. Тогда же, вследствие тесных экономических и личных связей местного христианского населения с жителями Крымского ханства — мусульманами началась исламизация греков Кучки, так что к 1778 году, согласно «Ведомости о выведенных из Крыма в Приазовье христианах» А. В. Суворова от 18 сентября 1778 года ни одного христианина в деревне не осталось. Хотя в крымской истории были случаи, когда греки-христиане, не желая покидать родные места, срочно принимали ислам. Официально в состав Крымского ханства деревня входила около 9 лет: от обретения ханством независимости в 1774 году до присоединения к России в 1783 году. Идентифицировать деревню Кучки с перечисленными в Мангупском кадылыке Бакчисарайского каймаканства Камерального Описания Крыма 1784 года пока не удалось, но Кучки упоминаются в губернаторских документах от 3 октября 1796 года по случаю выделения земли надворному советнику Оспурину. После присоединения Крыма к России (8) 19 апреля 1783 года, (8) 19 февраля 1784 года, именным указом Екатерины II сенату, на территории бывшего Крымского Ханства была образована Таврическая область и деревня была приписана к Симферопольскому уезду. После Павловских реформ, с 1796 по 1802 год, входила в Акмечетский уезд Новороссийской губернии. По новому административному делению, после создания 8 (20) октября 1802 года Таврической губернии, Кучки был включён в состав Чоргунской волости Симферопольского уезда.
По Ведомости о всех селениях в Симферопольском уезде состоящих с показанием в которой волости сколько числом дворов и душ… от 9 октября 1805 года, в деревне Кучки записано, что в 18 дворах проживало 85 крымских татар — казённых крестьян, а на военно-топографической карте генерал-майора Мухина 1817 года в деревне Кучка записано 16 дворов. После реформы волостного деления 1829 года Кучке, согласно «Ведомости о казённых волостях Таврической губернии 1829 года», отнесли к Байдарской волости, а, после образования в 1838 году Ялтинского уезда, деревня осталась в составе Симферопольского, но к какой их волостей её приписали, пока установить не удалось. На карте 1842 года в деревне записан 21 двор.
В 1860-х годах, после земской реформы Александра II, деревню приписали к Каралезской волости. Согласно «Списку населённых мест Таврической губернии по сведениям 1864 года», составленному по результатам VIII ревизии 1864 года, Кучка — общинная татарская деревня, с 34 дворами, 254 жителями и мечетью при фонтане. По обследованиям профессора А. Н. Козловского начала 1860-х годов, селение обеспечивалось водой из речки и многочисленных родников. На трёхверстовой карте Шуберта 1865—1876 года в деревне записано также 34 двора. На 1886 год в деревне Кучка, согласно справочнику «Волости и важнѣйшія селенія Европейской Россіи», проживало 135 человека в 38 домохозяйствах, действовала мечеть. В Памятной книге Таврической губернии 1889 года, составленной по результатам X ревизии 1887 года, в Кучках зафиксировано 48 дворов и 216 жителей а на подробной карте 1890 года обозначены Кучки и записано 38 дворов с исключительно крымскотатарским населением<.
После земской реформы 1890-х годов деревня осталась в составе преобразованной Каралезской волости. Согласно «…Памятной книжке Таврической губернии на 1892 год», в деревне Кучка, входившей в Шульское сельское общество, числилось 220 жителей в 42 домохозяйствах, владевших, совместно с сельчанами деревни Уппа 1738 десятин земли. По «…Памятной книжке Таврической губернии на 1902 год» в деревне Кучки, входившей в Шульское сельское общество, числилось 220 жителей в 43 домохозяйствах. В 1912 году в деревне было начато строительство нового здания мектеба. По Статистическому справочнику Таврической губернии. Ч.II-я. Статистический очерк, выпуск шестой Симферопольский уезд, 1915 год, в деревне Кучки Каралезской волости Симферопольского уезда числилось 46 дворов с татарским населением в количестве 268 человек приписных жителей и 6 — «посторонних». В общем владении было 107 десятин удобной земли, все дворы с землёй. В хозяйствах имелось 52 лошади, 46 волов, 25 коров, 24 телят и жеребят и 100 голов мелкого скота.
После установления в 1920 году Советской власти в Крыму была упразднена волостная система и, 15 декабря 1920 года, был выделен Севастопольский уезд. 23 января 1921 года (по другим данным 21 января), был создан Балаклавский район и Шули, с населением 1270 человек, вошли в новый район. После образования 18 октября 1921 года Крымской АССР уезды были преобразованы в округа (по другим данным в 1922 году) и в составе Севастопольского округа выделили Чоргунский район, в который вошли Кучки, как центр Кучского сельсовета (с населением 400 человек). 16 октября 1923 года решением Севастопольского окружкома Чоргунский район был ликвидирован, создан Севастопольский район и село включили в его состав. Согласно Списку населённых пунктов Крымской АССР по Всесоюзной переписи 17 декабря 1926 года, в селе Кучки Чоргунского (с 21 августа 1945 года — Чернореченского) сельсовета Севастопольского района имелось 69 дворов, из них 68 крестьянских, население составляло 270 человек (136 мужчин и 134 женщины). В национальном отношении учтено: 269 татар и 1 русский, действовала татарская школа (с 1931 года — Балаклавского района). По данным всесоюзной переписи населения 1939 года в селе проживало 193 человека.
Зимой 1942 года во время осады Севастополя сапёрами 11-й армии под командование Э. фон Манштейна с привлечением труда советских военнопленных была построена дорога из Уппы (ныне Родное) до Морозовки через Чернореченский каньон, которая проходила через село. В настоящее время Манштейновская дорога объект туризма.
Сразу после освобождения Крыма, согласно Постановлению ГКО № 5859 от 11 мая 1944 года 18 мая 1944 года все крымские татары из Кучки были депортированы в Среднюю Азию. 12 августа 1944 года было принято постановление № ГОКО-6372с «О переселении колхозников в районы Крыма», по которому в район из Воронежской области РСФСР планировалось переселить 6000 колхозников и в сентябре 1944 года в район уже прибыли 8470 человек (с 1950 года в район стали приезжать колхозники Сумской области УССР). Есть информация, что первоначально планировалось переименовать село в Буденовку, поскольку «жители вселены из села в Воронежской области с таким же названием». На 1 сентября 1945 года в Кучки проживало 80 человек, все русские, действовал колхоз им. Чкалова. С 25 июня 1946 года Кучки в составе Крымской области РСФСР. В 1954 году в селе числилось 8 хозяйств и 28 жителей. 26 апреля 1954 года Севастополь, в составе Крымской области, был передан из состава РСФСР в состав УССР. Постановлением Совета министров УССР от 20 апреля 1957 года Кучки были переданы в состав Куйбышевского района Крымской области. На 15 июня 1960 года село числилось в составе Терновского сельсовета.
30 декабря 1962 года, согласно Указу Президиума Верховного Совета УССР «Об укрупнении сельских районов Крымской области», Кучки были присоединены к Бахчисарайскому району. Расселено в период с 1968 года, когда Кучки ещё записано в составе Терновского сельсовета и 1977 годом.

## Динамика численности населения
| - 1805 год — 85 чел. - 1864 год — 154 чел. - 1886 год — 135 чел. - 1889 год — 216 чел. - 1892 год — 210 чел. | - 1902 год — 210 чел. - 1915 год — 268/6 чел. - 1926 год — 270 чел. - 1939 год — 193 чел. - 1945 год — 80 чел. - 1954 год — 28 чел. |